# Weniamin Sergejewitsch Beresinski
Weniamin Sergejewitsch Beresinski (russisch Вениамин Сергеевич Березинский, englische Transkription Veniamin Berezinsky; * 17. April 1934 in Stalingrad, Sowjetunion; † 16. April 2023 in L’Aquila, Italien) war ein russischer Physiker, der sich mit kosmischer Höhenstrahlung und Astro-Teilchenphysik befasste.

## Werdegang
Beresinski studierte an der Lomonossow-Universität mit dem Abschluss 1962 und wurde 1965 am Lebedew-Institut promoviert (Aspirantur). 1975 habilitierte er sich dort (russischer Doktortitel). 1962 bis 1971 war er am Lebedew-Institut und 1971 bis 1991 war er leitender Wissenschaftler im Institut für Kernforschung (INR) der Russischen Akademie der Wissenschaften.
Er war 1979 bis 1992 im Rat für Neutrinophysik (Leitung Bruno Pontecorvo) der Russischen Akademie der Wissenschaften und 1989 bis 1992 im Rat für Teilchen und Kosmologie (Leitung Andrei Sacharow).
1992 bis 1997 war er von italienischer Seite Koordinator des European Network Astroparticle Physics. Ab 1996 leitete er die Astroteilchenphysik-Gruppe am INFN (Istituto Nazionale di Fisica Nucleare) im Laboratori Nazionali del Gran Sasso, wo er seit 1991 Forschungsdirektor war.
2010 erhielt er den Markow-Preis insbesondere für die Entwicklung einer Theorie der Entstehung kosmischer Neutrinos sehr hoher Energien. 1991 erhielt er den Humboldt-Forschungspreis. Für 2017 wurde Beresinski der Premio Enrico Fermi zugesprochen.
Beresinski arbeitete überwiegend als Theoretiker.
1983 bis 1997 war er im Herausgeber-Gremium von Astronomy Letters und ab 1992 Herausgeber bei Astroparticle Physics.
Er war Mitglied des Istituto Veneto di Scienze, Lettere ed Arti.

## Schriften
- Neutrino, Moskau, Nauka 1973 (russisch)
- Neutrino Astrophysik, Moskau, Nauka 1978 (russisch)
- mit S. V. Bulanov, V. A. Dogiel, V. L. Ginzburg, V. S. Ptuskin: Astrophysics of cosmic rays, Elsevier 1990
- Ultrahigh energy neutrino astrophysics, Nuclear Physics B, Proc. Suppl., 151 (2006) 260-269